# کنتیش تاون
longitudeکنتیش تاونlatitudeکنتیش تاون
کنتیش تاون (به انگلیسی: Kentish Town) یک ناحیه در لندن است که در منطقه کمدن لندن واقع شده‌است.

## ایستگاه‌های راه‌آهن نزدیک
- ایستگاه کنتیش تاون
- ایستگاه راه‌آهن گاسپل اوک
- ایستگاه راه‌آهن کنتیش تاون غربی
- ایستگاه راه‌آهن کمدن رود
- ایستگاه متروی کمدن تاون